# ایرج حاتم
ایرج حاتم یک بازیکن فوتبال اهل ایران است. از باشگاه‌هایی که وی در آن بازی کرده‌است می‌توان به باشگاه فوتبال استقلال تهران اشاره کرد. وی همچنین در تیم ملی فوتبال ایران بازی کرده‌است.